# 松田直彌
MATSU（阿松）是日本的記者、運動播報員、美食家，本名松大吾，也是美食節目《大口吃遍台灣》的主持人。此外也擔任過台北日僑學校特別講師、北台灣科技學院（臺北城市科技大學講師等。在中國大陸、日本的電視上廣播上都有出演。
MATSU完成了台灣太魯閣國際馬拉松賽和宮崎青島太平洋馬拉松賽。

## 個人簡歷
自由播報員，主要活動據點為台灣。同時也是電視節目製作人、執行製作、電視節目製作公司代表、專欄作家。以《大口吃遍台灣》最為台灣人所知。
由於MATSU本身在學生時期曾於台中住過一個月，因而會說簡單的華語。
MATSU中學時期在日本福岡縣唸書。
MATSU 在九州大學和立命館大學講授“媒體”並指導學生。MATSU 是日本一所大學的教授，教授媒體研究和國際社會學。

## 書籍
| 年份   | 書名                     | 出版社 | ISBN               |
| 2011年 | 《大口吃遍台灣：小吃篇》 | 四塊玉 | ISBN 9789866334399 |

## 軼事
- MATSU討厭香菜，因而在每次節目中都會盡量避免。
- 討厭鴿子和鹿。
- 與旅日棒球選手林威助是朋友，在《大口吃遍台灣》中也曾經一起用餐。
- 本身是大胃王，節目中所有食物皆由其一人吃完。
- 喜歡跑馬拉松，在一次台南外景的節目中曾經參加馬拉松賽，一口氣跑了10公里以上。
- 完成了台灣太魯閣國際馬拉松賽和宮崎青島太平洋馬拉松賽。[2]
- 興趣：亞洲音樂鑑賞（喜歡的歌手：羅志祥，楊丞琳等）、馬拉松、排球、收聽廣播節目。
- MATSU參與了對王貞治和福岡棒球界的採訪。兩人時隔一段時間在台灣（台北、高雄）的記者會上見面。[3]

## 参與節目
- 浙江衛視《爽食行天下》
- 八大電視台《WTO姐妹會》

## 外部連結
- Matsu-World－MATSU的部落格 （页面存档备份，存于）（日語）
- 蘋果日報 阿松台灣美食吃透透 更想念寶島人情味 （页面存档备份，存于）（繁體中文）
- 自由日報 高志綱遇故知 周董溜日語 （页面存档备份，存于）（繁體中文）